# Cyperus recurvispicatus
Cyperus recurvispicatus är en halvgräsart som beskrevs av Kaare Arnstein Lye. Cyperus recurvispicatus ingår i släktet papyrusar, och familjen halvgräs. Inga underarter finns listade i Catalogue of Life.